# V. Henrik (film, 1989)
Az V. Henrik (Henry V) William Shakespeare azonos című klasszikus királydrámájából készült brit filmdráma. Az elsőfilmes rendező, író és címszerepet alakító Kenneth Branagh mellett a kor legnagyobb brit színpadi és filmszínészei láthatók.

## Cselekmény
Az eredeti, Laurence Olivier rendezte változat többek között azért vált híressé, mert a  második világháború alatt forgatták. Kenneth Branagh az eredeti történeten semmit sem változtatott. Henrik, az újdonsült, fiatal angol király háborút indít  Franciaország ellen, mert az örökösödés jogán magának követeli a francia trónt. Az azincourt-i csatában csodával határos módon legyőzi a túlerőben lévő ellenséget, megszerzi a francia koronát és a VI. Károly francia király leányának, Katalin hercegnőnek kezét. Az angol és francia királyság egyesül.

## Szereposztás
| Szerep         | Színész          | Magyar hang 1. szinkron (1992) | Magyar hang 2. szinkron (2002) | Magyar hang 3. szinkron (2005) |
| -------------- | ---------------- | ------------------------------ | ------------------------------ | ------------------------------ |
| V. Henrik      | Kenneth Branagh  | László Zsolt                   | Dörner György                  | Viczián Ottó                   |
| Narrátor       | Derek Jacobi     | Kristóf Tibor                  | Szilágyi Tibor                 | Kőszegi Ákos                   |
| Fluellen       | Ian Holm         | Harsányi Gábor                 |                                | Végvári Tamás                  |
| Exeter         | Brian Blessed    | Fülöp Zsigmond                 |                                | Gesztesi Károly                |
| Valois Katalin | Emma Thompson    | Orosz Helga                    | Kovács Nóra                    | Ősi Ildikó                     |
| Bardolph       | Richard Briers   | Makay Sándor                   |                                | Csuja Imre                     |
| Fiú            | Christian Bale   | Bódy Gergely                   | Czető Roland                   | Berkes Bence                   |
| Fürge Nelly    | Judi Dench       | Illyés Mari                    | Kiss Mari                      | Halász Aranka                  |
| Francia király | Paul Scofield    | Gruber Hugó                    |                                | Cs. Németh Lajos               |
| Falstaff       | Robbie Coltrane  | Várkonyi András                |                                | Faragó András                  |
| Alice          | Geraldine McEwan | Várnagy Katalin                | Győry Franciska                | Gyimesi Pálma                  |
| Dauphin        | Michael Maloney  | Háda János                     |                                | Csőre Gábor                    |
| Ely püspöke    | Alec McCowen     | Palóczy Frigyes                |                                | Láng József                    |

## Kritikai fogadtatás
Mind a szakma, mind a közönség soraiban nagy sikert aratott a film. Az elsőfilmes Branagh-t 1990-ben két Oscar-díjra is jelölték: a legjobb rendezőnek és a a legjobb férfi főszereplőnek járó díjakra.